# Ankilimalinike
Ankilimalinike è una città e comune del Madagascar situata nel distretto di Toliara II, regione di Atsimo-Andrefana. 
La popolazione del comune rilevata nel censimento 2001 era pari a 12 932 unità.